# Корал Сити (Тексас)
Корал Сити (енгл. Corral City) град је у америчкој савезној држави Тексас. По попису становништва из 2010. у њему је живело 27 становника.

## Демографија
Према попису становништва из 2010. у граду је живело 27 становника, што је 62 (69,7%) становника мање него 2000. године.
| Група             | 2000.      | 2010.      |
| Белци             | 72 (80,9%) | 23 (85,2%) |
| Афроамериканци    | 0 (0,0%)   | 3 (11,1%)  |
| Азијати           | 0 (0,0%)   | 0 (0,0%)   |
| Хиспаноамериканци | 10 (11,2%) | 0 (0,0%)   |
| Укупно            | 89         | 27         |